# مايورونا
مايورونا ويسمون أيضًا ماتسيس هي قبيلة هندية في أمريكا الجنوبية من العرق البانوي، وتقع منطقتهم بين انهار أويوكالي وخافاري شمال شرق البيرو، وهم يجوبون الغابات ويعيشون على الصيد، وهم يقصون شعورهم ويتركون خطًا يمر عبر رؤوسهم، والكثير منهم لديه جلد فاتح ولحى ويقال أنهم أحفاد جنود اورسوا ولكن هذه النظرة بعيدة الاحتمال، وهم مشهورون أيضًا بالعصي المجوفة التي يطلقون منها السموم.